# Pietro Vierchowod
Pietro Vierchowod OMRI (Calcinate, 6 de abril de 1959) é um treinador e ex-futebolista italiano que atuava como zagueiro. Atualmente está sem clube.
Era conhecido como Zar (versão italiana para czar) por ser filho de Ivan Vierchowod, um ex-soldado ucraniano do Exército Vermelho. A versão russa de seu nome é Pyotr Ivanovich Verkhovod (Пётр Иванович Верховод), enquanto na língua ucraniana a variação é Petro Ivanovych Verkhovod (Петро Іванович Верховод).

## Carreira como jogador

### Clubes
Grande marcador, Vierchowod iniciou sua carreira profissional em 1976, mas ele teve que aguardar até 1979 para fazer sua estreia na Serie A, contra a Roma. Em cinco temporadas, atuou em 115 jogos e marcou seis gols.
Suas atuações pelo Como, que disputava na época a Serie B, fizeram o zagueiro ser contratado pela Sampdoria, que também jogava a segunda divisão. Uma cláusula exigia que o zagueiro continuasse atuando pela primeira divisão até que os Blucerchiati pudessem chegar até lá. Com isso, foi emprestado à Fiorentina entre 1981 e 1982 e à Roma na temporada seguinte, onde viria a conquistar o título nacional.
De volta à Samp em 1983, Vierchowod teve papel destacado nos dois títulos que o clube genovês viria a conquistar no período: a Serie A de 1990–91; a Recopa Europeia de 1990. Deixou a Sampdoria em 1995 após 358 partidas disputadas e 25 gols marcados. Antes,  quase assinou com a Atalanta em 1992, mas os dirigentes do clube de Bérgamo, alegando que o Zar era considerado velho aos 33 anos, descartaram sua contratação.
Na parte final de sua carreira, o zagueiro teve curtas passagens por Juventus (onde conquistaria a Liga dos Campeões em 1995-96) e Milan, onde jogou apenas 16 partidas, com um gol marcado.
No Piacenza, último clube de sua carreira, Vierchowod fez três ótimas temporadas pela Serie A entre 1997 e 2000. Contra a Internazionale, Ronaldo, principal jogador dos Nerazzurri, pouco fez para evitar a marcação de Vierchowod, que aos 38 anos de idade, continuava implacável na marcação. Porém, sua despedida não foi a que ele esperava: uma expulsão na partida contra o Perugia selou a aposentadoria do Zar, aos 41 anos de idade e com 562 jogos disputados na Serie A, número que o coloca em sétimo lugar entre os jogadores que mais disputaram partidas na competição, ficando atrás apenas de Paolo Maldini, Javier Zanetti, Francesco Totti, Gianluca Pagliuca, Gianluigi Buffon e Dino Zoff.

### Seleção Italiana
Pela Seleção Italiana, Vierchowod foi convocado por Enzo Bearzot para disputar a Copa do Mundo de 1982. Entretanto, não atuou na campanha vitoriosa do tricampeonato italiano, ficando como reserva. O defensor foi convocado também os mundiais de 1986 e 1990.
Até 1993, jogou 45 vezes e marcou dois gols — o segundo e último deles fez do zagueiro o mais velho atleta a fazer um gol pela Azzurra; a partida, contra Malta, valia para as Eliminatórias para a Copa do Mundo de 1994, a qual ele não seria convocado.

## Carreira como treinador
Após se aposentar dos gramados, Vierchowod estreou como treinador em 2001, comandando o Catania. Treinou ainda a Florentia Viola (nome que a Fiorentina usou no período em que jogava a Serie C2) e o Triestina, sem êxito.
Também trabalhou no Budapest Honvéd da Hungria, onde chegou em julho em 2014, onde permaneceu por três meses antes de perder o emprego em outubro do mesmo ano, devido a maus resultados.

## Estilo de jogo
O craque argentino Diego Maradona, em entrevista à revista argentina El Gráfico, que foi publicada na edição de fevereiro de 2008 da revista Placar, apontou Vierchowod como o "marcador mais chato" contra quem já jogou: "Eu precisava driblá-lo mais de uma vez no mesmo lance e, no fim, tinha de passar a bola, porque já não aguentava mais vê-lo". O inglês Gary Lineker falou à revista FourFourTwo, onde também citou Vierchowod como seu adversário mais difícil: "Ele era absolutamente brutal e rápido como um raio. Ele me deu uns dois ou três carrinhos".

## Títulos
Roma
- Serie A: 1982–83

Sampdoria
- Copa da Itália: 1984–85, 1987–88, 1988–89, 1990–91 e 1993–94
- Supercopa da Itália: 1988, 1989 e 1994
- Recopa Europeia: 1989–90
- Serie A: 1990–91

Juventus
- Supercopa da Itália: 1995
- Liga dos Campeões da UEFA: 1995–96

Itália
- Copa do Mundo FIFA: 1982

### Prêmios individuais
- Guerin d'Oro: 1983
- Prêmio Nacional de Carreira Exemplar "Gaetano Scirea": 1995[2]

### Ordens
- Ordem do Mérito da República Italiana - 5º Cavaleiro: 1991[3]